# Chlorocebus dryas
Macaco-de-dryas (Chlorocebus dryas) é um Macaco do Velho Mundo, encontrado apenas na bacia do rio Congo, restrito à margem esquerda desse rio. Atualmente, os animais classificados primeiramente como Cercopithecus salongo são considerados C. dryas. Alguns autores tratam C. dryas como subespécies de Cercopithecus diana, mas é isolado geograficamente de qualquer população de C. diana conhecida.
A IUCN já considerou que os dados sobre espécie eram insuficientes para determinar seu estado de conservação, o que mudou recentemente, com dados sugerindo que existem menos de 200 animais. Consequentemente, seu estado foi altera para criticamente em perigo em 2008. Também foi listado no Apêndice II da CITES.